# Pingfang (socken i Kina, Hebei)
Pingfang (kinesiska: 平房满族蒙古族乡, 平房) är en socken i Kina. Den ligger i provinsen Hebei, i den norra delen av landet, omkring 260 kilometer nordost om huvudstaden Peking. Antalet invånare är 15 298. Befolkningen består av 7 429 kvinnor och 7 869 män. Barn under 15 år utgör 19,0 %, vuxna 15-64 år 70 %, och äldre över 65 år 9,0 %.
Genomsnittlig årsnederbörd är 722 millimeter. Den regnigaste månaden är juni, med i genomsnitt 177 mm nederbörd, och den torraste är januari, med 2 mm nederbörd.